# 에어밴드

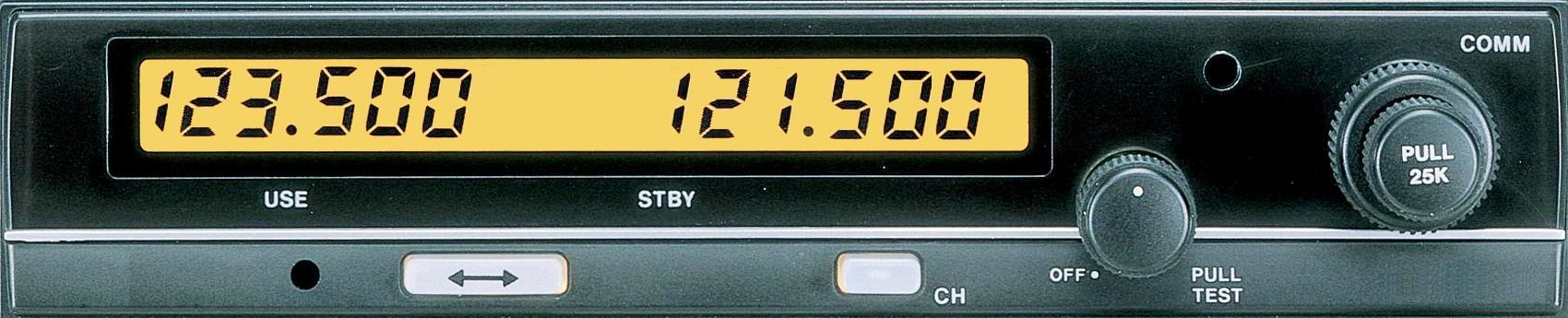
일반적인 항공기 VHF 라디오이다. 디스플레이에는 123.5MHz의 활성 주파수와 121.5MHz의 대기 주파수가 표시된다. 두 개는 양방향 화살표로 표시된 버튼을 사용하여 교환된다. 오른쪽의 튜닝 컨트롤은 대기 주파수에만 영향을 미친다.

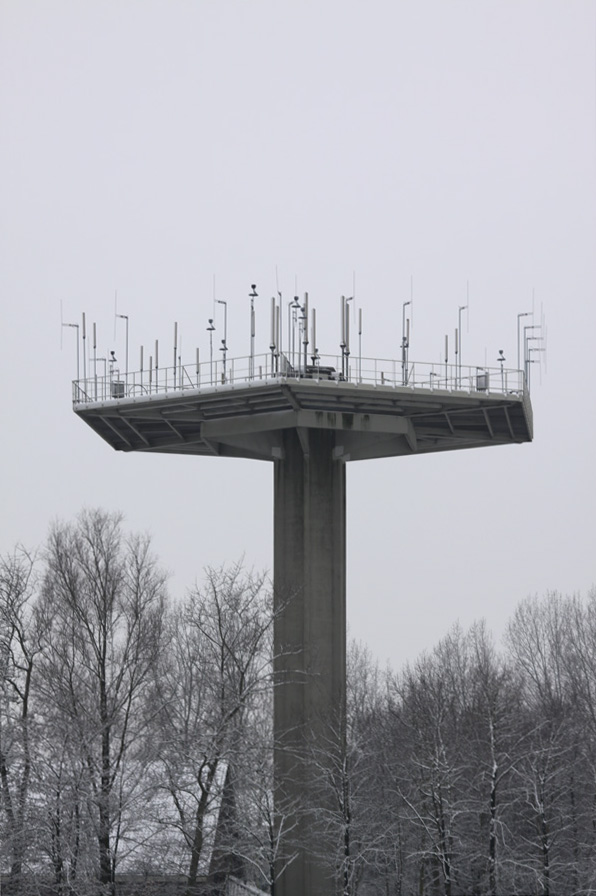
암스테르담 스키폴 공항의 안테나 배열

에어밴드(Airband) 또는 항공기 대역(aircraft band)은 민간 항공의 무선 통신에 할당된 VHF 무선 스펙트럼의 주파수 그룹에 대한 이름으로, 때로는 VHF라고도 하며 음성적으로는 "빅터"(Victor)라고도 한다. 대역의 여러 섹션은 무선항행시설 및 항공 교통 관제에 사용된다.
대부분의 국가에서는 에어밴드 장비를 작동하려면 라이센스가 필요하며 운영자는 절차, 언어 및 발음 알파벳 사용에 대한 역량을 테스트 받는다.

## 같이 보기
- 운항정보 교신시스템
- 항공전자
- 항공 교통 관제
- 가시선 전파